# Vicolo del Malpasso
Vicolo del Malpasso är en gränd i Rione Regola i Rom. Gränden löper från Via Giulia till Via dei Banchi Vecchi. 

## Beskrivning
Malpasso betyder ungefär "snedsteg" eller "felsteg". Det finns flera teorier bakom grändens namn. I närheten av gränden fanns ett fängelse – Carceri Nuove – där de personer som begått fel i lagens namn internerades. Enligt en annan teori kunde Vicolo del Malpasso emellanåt vara hal och sumpig, då gränden tidigare låg närmare Tibern, vilken med jämna mellanrum översvämmade. Enligt en tredje teori kan malpasso ha åsyftat att det vid denna gränd bodde prostituerade.

## Omgivningar
Kyrkobyggnader
- San Filippo Neri in Via Giulia (dekonsekrerad)
- Oratorio delle Piaghe di Gesù Cristo (rivet)
- Santa Maria del Suffragio
- San Giovanni in Ayno (dekonsekrerad)
- Santa Lucia del Gonfalone

Gator och gränder
- Via Giulia
- Via dei Banchi Vecchi
- Vicolo della Moretta
- Vicolo delle Prigioni

## Bilder
| - Vicolo del Malpasso på en karta över Rom från år 2019. |

### Webbkällor
- ”Vicoli di Roma” (på italienska) ( PDF). Vedi Roma In Bici. 2019. Arkiverad från originalet den 29 december 2019. http://archive.md/5KVvM. Läst 29 december 2019.